# Correbia fulvescens
Correbia fulvescens là một loài bướm đêm thuộc phân họ Arctiinae, họ Erebidae.